# Captain America - Il primo Vendicatore
Captain America - Il primo Vendicatore (Captain America: The First Avenger) è un film del 2011 diretto da Joe Johnston.
Basato sul personaggio di Capitan America di Marvel Comics, è il quinto film del Marvel Cinematic Universe (MCU), è stato scritto da Christopher Markus e Stephen McFeely e vede nel cast Chris Evans, Tommy Lee Jones, Hugo Weaving, Hayley Atwell, Sebastian Stan, Dominic Cooper, Toby Jones, Neal McDonough, Derek Luke e Stanley Tucci. Prodotto dai Marvel Studios e distribuito dalla Paramount Pictures.
Ambientato prevalentemente durante la seconda guerra mondiale, il film racconta la storia di Steve Rogers, un magrolino ragazzo di Brooklyn che viene trasformato nel super soldato Captain America per aiutare i soldati in guerra. Rogers deve affrontare lo spietato Teschio Rosso, un ufficiale di Adolf Hitler che vuole impadronirsi del misterioso Tesseract e usarlo come arma per annientare il mondo.

## Trama
Un gruppo di scienziati rinviene un relitto di un vecchio velivolo fra i ghiacci del Polo nord. Due esploratori riescono a penetrare nella carcassa e rinvengono un misterioso oggetto circolare blu, bianco e rosso.
Nel 1942, in Norvegia, Johann Schmidt, capo dell'Hydra (una divisione scientifica segreta nazista), irrompe in un castello per impossessarsi del Tesseract, un manufatto dai grandi poteri creato dagli antichi dèi nordici. Nel frattempo, a New York, Steve Rogers, un ragazzo gracile e rachitico, tenta di arruolarsi nell'esercito, ma viene respinto a causa dei suoi difetti fisici. Una sera, Steve visita la Stark Expo con il suo migliore amico, il sergente James "Bucky" Barnes. Abraham Erskine, uno scienziato di origine tedesca che lavora per il governo, colpito dalle motivazioni patriottiche di Rogers decide di farlo arruolare. Il giovane viene così trasferito in una sezione speciale dell'esercito, sotto il comando del colonnello Chester Phillips e dell'agente Peggy Carter. In questo reparto verrà selezionata una recluta, sulla quale verrà sperimentato il siero del supersoldato. Erskine sceglie Rogers per via della sua natura leale, giusta e altruista, rivelando al giovane che il siero era stato somministrato allo stesso Schmidt, provocandogli gravi danni collaterali.
Intanto Schmidt, intenzionato a conquistare il mondo intero, sfrutta il Tesseract per alimentare le innovative armi ideate da Arnim Zola. Rogers e l'agente Carter si recano nel laboratorio segreto di Erskine, che è aiutato da Howard Stark, ricco inventore e produttore di armi. A Rogers viene iniettato il siero del supersoldato, facendolo diventare molto più alto e sviluppando incredibilmente i suoi muscoli. Tuttavia un agente infiltrato dell'Hydra uccide Erskine e fugge con l'ultima fiala rimasta del siero. Rogers si lancia all'inseguimento e cattura Kruger, il quale però si suicida col cianuro. L'ultima fiala del siero è rimasta distrutta nella lotta e, morto il dottor Erskine, non si può replicare. Rogers è quindi l'unico supersoldato al mondo, troppo prezioso per essere esposto in battaglia. Diventato un fenomeno popolare dopo l'inseguimento per la città, viene promosso al rango di capitano e partecipa a vari spettacoli ed esibizioni, durante le quali è soprannominato Captain America.
Nel novembre del 1943, in Italia, Rogers viene a sapere che un'intera divisione dell'esercito è stata fatta prigioniera dall'Hydra; tra i soldati catturati vi è anche Bucky. Malgrado il colonnello Phillips ritenga sconveniente una missione di recupero, Rogers decide di recarsi personalmente al salvataggio dell'amico, aiutato da Peggy e Stark. Dopo aver sorvolato in aereo le difese nemiche, Rogers si paracaduta da solo e riesce a penetrare nella base Hydra. Qui libera Bucky e gli altri soldati, i quali mettono a soqquadro la base nazista con l'ausilio delle armi alimentate dal Tesseract sottratte ai tedeschi. Rogers e Bucky hanno un incontro diretto con Schmidt, il quale si rivela essere Teschio Rosso, così chiamato per il terribile volto che nascondeva dietro una maschera. Teschio Rosso e Zola fuggono con il Tesseract e i soldati americani radono al suolo la base.
Tornato all'accampamento, Rogers viene premiato da Phillips con un nuovo costume e uno scudo fatto di vibranio indistruttibile fornitogli da Stark, continuando a combattere l'Hydra, affiancato da un esercito di fedelissimi combattenti, distruggendo una ad una tutte le basi dei nemici. Durante un assalto a un treno blindato dell'Hydra, Steve e Bucky riescono a catturare Zola, ma Bucky cade in un precipizio. Phillips estorce a Zola la località dell'ultima base dell'Hydra, che si trova nelle Alpi e viene attaccato con tutte le forze disponibili. Teschio Rosso riesce a decollare a bordo di un'Ala volante, ma viene raggiunto da Captain America. Teschio Rosso intende bombardare le più importanti città statunitensi, ma il capitano raggiunge la sala di pilotaggio e combatte con Schmidt. Alla fine Teschio Rosso afferra il Tesseract, venendo risucchiato da esso e scomparendo nel nulla. Rogers si accorge che i comandi sono bloccati verso New York, decidendo di sacrificarsi per evitare la catastrofe. Scambiate le ultime parole con l'amata Peggy, il capitano si schianta nell'Artico.
Dopo lunghe ricerche Howard Stark recupera il Tesseract in fondo all'oceano, ma non trova traccia di Captain America, che rimane così ibernato nel ghiaccio per quasi settant'anni, fino al suo ritrovamento. Risvegliatosi in un ospedale della New York odierna, il capitano fugge per strada, ma viene raggiunto da Nick Fury, che gli fornisce spiegazioni.                       
Nella scena dopo i titoli di coda, Rogers è intento ad allenarsi in una palestra quando viene raggiunto da Fury, che gli propone una missione per salvare il mondo da una nuova minaccia, seguito da un teaser trailer del film The Avengers (2012). 

## Personaggi
- Steve Rogers / Captain America, interpretato da Chris Evans: un ragazzo esile che viene tramutato in un supersoldato dal governo degli Stati Uniti. Per interpretare Steve Rogers prima dell'esperimento, l'attore è stato rimpicciolito con l'ausilio di tecniche digitali.[1]
- Chester Phillips, interpretato da Tommy Lee Jones: un colonnello dell'esercito americano, ufficiale in comando della Riserva Scientifica Strategica, impegnata nella creazione del super-soldato.
- Johann Schmidt / Teschio Rosso, interpretato da Hugo Weaving: un nazista a capo dell'Hydra, nemesi del protagonista. Per il suo ruolo Weaving ha studiato le performance di attori quali Werner Herzog e Klaus Maria Brandauer.[2]
- Peggy Carter, interpretata da Hayley Atwell: un ufficiale dell'esercito americano, innamorata di Steve Rogers.
- James "Bucky" Barnes, interpretato da Sebastian Stan: il miglior amico del protagonista, soldato di grande livello. L'attore ha firmato per interpretare il ruolo in "cinque o sei pellicole".[3]
- Howard Stark, interpretato da Dominic Cooper: la versione giovanile del padre di Tony Stark, è l'ideatore dello scudo e della divisa di combattimento di Captain America. Il personaggio era già apparso brevemente, nella versione adulta, in Iron Man (2008) e Iron Man 2 (2010), interpretato prima da Gerard Sanders poi da John Slattery.
- Arnim Zola, interpretato da Toby Jones: un biochimico al servizio dell'Hydra.
- Dum Dum Dugan, interpretato da Neal McDonough: un membro della squadra di Captain America. Come nel fumetto, il personaggio è caratterizzato dai tipici baffi e dal cappello a bombetta.
- Gabe Jones, interpretato da Derek Luke: il membro di colore della squadra guidata da Captain America.
- Abraham Erskine, interpretato da Stanley Tucci: lo scienziato inventore del siero del supersoldato che trasforma Steve Rogers in Captain America.

Inoltre Kenneth Choi interpreta Jim Morita, membro di origine giapponese della squadra guidata da Captain America, Bruno Ricci interpreta Jacques Dernier, il membro francese della squadra guidata da Captain America, JJ Feild interpreta James Montgomery Falsworth, il membro inglese della squadra guidata da Captain America; a differenza della sua controparte cartacea, il personaggio non indossa un costume, Richard Armitage interpreta Heinz Kruger, spia nazista al soldo di Teschio Rosso, Natalie Dormer interpreta Lorraine, braccio destro di Chester Phillips. Nel film sono presenti dei camei: Samuel L. Jackson interpreta Nick Fury, direttore dello S.H.I.E.L.D.; Jackson ha già interpretato questo ruolo nei film Iron Man, Iron Man 2 e Thor, Stan Lee interpreta un alto ufficiale dell'esercito che è fra le prime fila del pubblico dello spettacolo di Captain America per la promozione dei titoli di guerra; quando sul palco compare un altro personaggio al posto del Capitano, che si è dovuto assentare all'ultimo minuto, pronuncia la battuta «Lo immaginavo più alto!», scambiandolo per il supereroe, Amanda Righetti dà il volto a un'agente dello S.H.I.E.L.D. sul finale della pellicola.

## Produzione

### Sviluppo
Captain America - Il primo Vendicatore nasce da una sceneggiatura originale di Larry Wilson e Leslie Bohem scritta per conto dei produttori Mark Gordon e Gary Levinsohn della Marvel Entertainment nell'aprile 1997. Nel 2000, la Artisan Entertainment entrò a far parte del progetto come studio coproduttore al termine di un concordato di tipo finanziario con la Marvel in base al quale si sarebbe impegnata a cofinanziare 15 produzioni cinematografiche (tra le quali Captain America), direct-to-video e serie televisive di quest'ultima. A complicare un pieno avvio della produzione una disputa legale fra il creatore del fumetto Joe Simon e la Marvel Comics riguardo alla comproprietà dei diritti d'autore sul personaggio, finita in tribunale. Nel 2003, le due parti mediarono una soluzione chiudendo la controversia.
Nel 2005, la Paramount Pictures, similmente a quanto precedentemente accaduto con la Artisan, terminò un accordo finanziario con la Marvel sulla base del quale avrebbe cooperato con quest'ultima nelle spese relative a questioni di marketing, distribuzione cinematografica e casalinga e 10 titoli da coprodurre (tra i quali Captain America) entro dieci anni. Nel frattanto, la Marvel richiese e ottenne un maxi finanziamento di 525 milioni di dollari dalla banca Merrill Lynch necessario alla copertura economica di dieci progetti cinematografici in sviluppo.
Sotto lo sciopero degli sceneggiatori (2007-2008), il dirigente della Marvel David Maisel arrivò a stipulare di un accordo con membri della Writers Guild of America per non far cadere nell'oblio Captain America e altri titoli, come accaduto invece per numerosi film nello stesso periodo. Il 5 maggio 2008 fu annunciato The First Avenger: Captain America come titolo di lavorazione e posta una provvisoria data d'uscita americana, confermando inoltre la realizzazione di un film sui Vendicatori. L'ottobre seguente fu pubblicata in rete la sinossi ufficiale.

### Regia

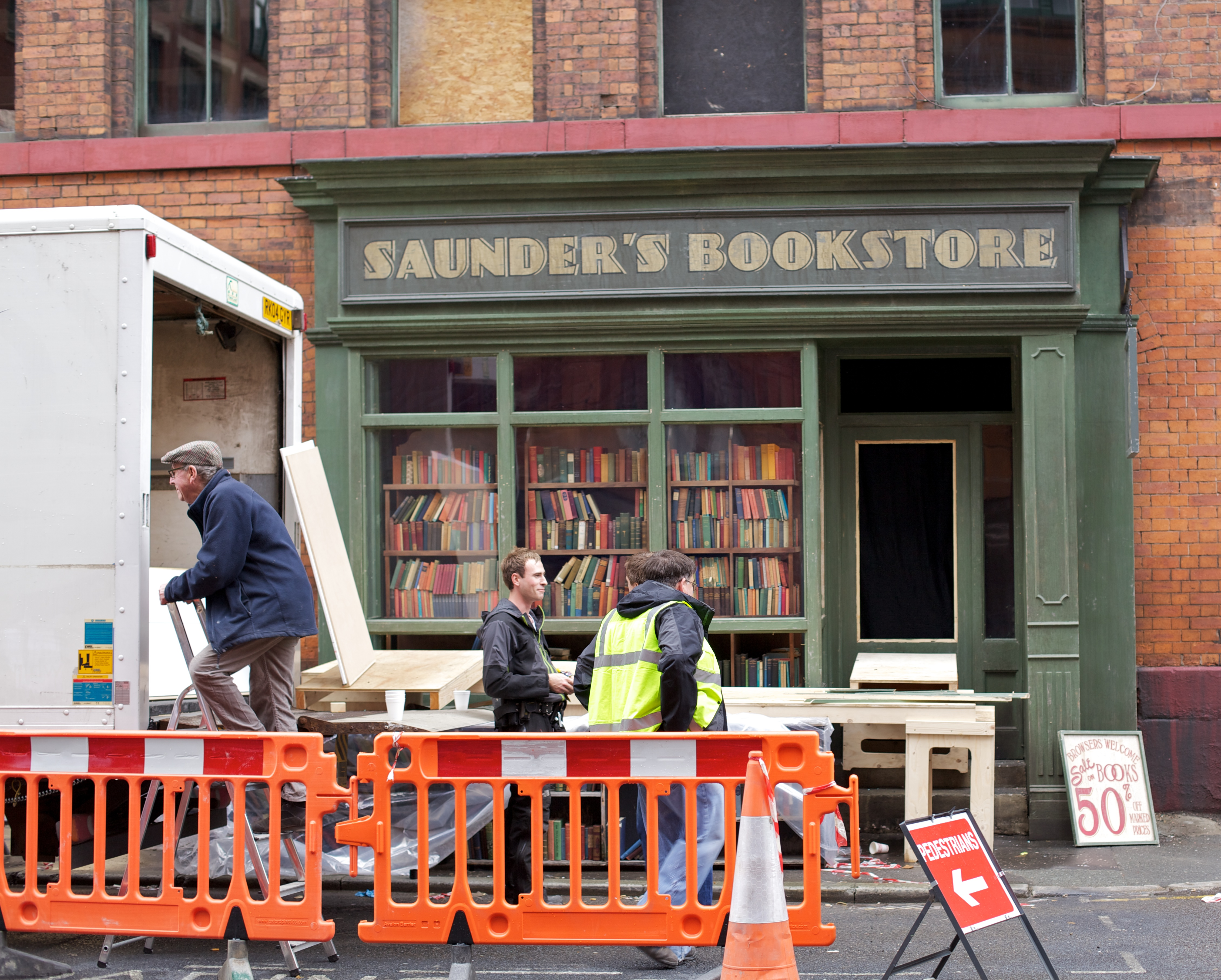
Personale al lavoro sul set

La Marvel era originariamente intenzionata ad avere Jon Favreau come regista. Insieme ad Avi Arad, Favreau ebbe modo di sviluppare le prime idee, spiegando che avrebbe voluto approcciarsi al film come a una commedia. Infine, Favreau preferì lavorare all'adattamento di Iron Man, sempre della Marvel, e abbandonò i progetti su Captain America.
Dopo l'uscita di Favreau, si parlò di Nick Cassavetes, proposto alla Marvel da sua madre Gena Rowlands e, sebbene entrò effettivamente in contatto con la compagnia, i negoziati tra le due parti si conclusero in un nulla di fatto. Joe Johnston intrattenne alcuni colloqui. Anche Louis Leterrier, reduce da L'incredibile Hulk, manifestò interesse per il film dopo averne visionato alcuni concetti artistici realizzati durante la preproduzione, da lui in parte seguita. Offrì quindi la sua disponibilità alla Marvel, ma la compagnia declinò l'invito.
Il 9 novembre 2008 venne annunciato dall'Hollywood Reporter che Joe Johnston, dopo due anni di trattative altalenanti, aveva accettato di dirigere il film. Kevin Feige commentò la notizia dicendo: «è il film che era destinato a fare [Johnston], vista la sua carriera», alludendo alle sue passate esperienze cinematografiche. Secondo Joe Johnston, nella ricerca del metodo giusto col quale realizzare un film di supereroi ambientato durante la seconda guerra mondiale per proporlo al pubblico moderno, ci si è soffermati principalmente sullo stile che caratterizza Indiana Jones e i predatori dell'arca perduta, il quale - secondo i produttori, «non dà l'impressione di un film d'epoca». Altri titoli che hanno pesato e avuto influenza sui toni del film sono Cielo d'ottobre, The Rocketeer e Guerre stellari, tutti progetti a cui ha preso parte Johnston.

### Sceneggiatura
Kevin Feige diede la premessa nel 2008 che il film sarebbe iniziato durante la seconda guerra mondiale, con i nazisti e il Teschio rosso come antagonisti, per poi giungere all'epoca contemporanea. Avi Arad citò i film Ritorno al futuro come una delle fonti d'influenza della storia. Nel 2006, a sviluppo ricominciato, David Self (noto per Era mio padre) fu incaricato di scrivere un nuovo adattamento. Fu anche chiamato Zak Penn ad occuparsi del copione dopo la mano di Self, ma offertagli dalla Marvel la possibilità di scegliere fra Captain America e I Vendicatori, preferì dedicarsi a quest'ultimo.
Tra ottobre e novembre 2008, davanti alla mancanza di una solida sceneggiatura, la Marvel aprì le audizioni per la selezione di nuovi sceneggiatori. Ai provini si presentano due coppie di artisti specializzati in film d'azione: Mark Fergus-Hawk Ostby (autori di Iron Man) e Christopher Markus e Stephen McFeely (noti per Il leone, la strega e l'armadio e Il principe Caspian); ad ottenere l'ingaggio furono Christopher Markus e Stephen McFeely.
La prima settimana di luglio 2009 fu indetta una riunione con gli sceneggiatori impegnati nei film Marvel Studios ante-Vendicatori: Captain America, Iron Man 2 e Thor, per stabilire criteri comuni coi quali collegare i singoli titoli al film sui Vendicatori. Il fine ultimo di Marks e McFeely sarebbe dovuto quindi essere quello di creare un personaggio solido da porre come principale introduzione ai Vendicatori, collegando la sua storia a quella di Thor e Iron Man, attraverso i quali poi formare l'universo Marvel. La sceneggiatura Markus-Mcfeely fu in totale riscritta tre volte, per poi essere infine rimaneggiata da Joss Whedon nell'aprile 2010, insieme a quella dei Vendicatori su incarico diretto della Marvel. Il copione definitivo del duo veniva principalmente ambientato nella seconda guerra mondiale e si concludeva col ritrovamento di Cap nei ghiacci da parte dello SHIELD, introducendo così il personaggio in maniera diretta e celere nel film dei Vendicatori senza spendere ulteriore tempo a spiegare i legami con gli altri supereroi.

### Riprese

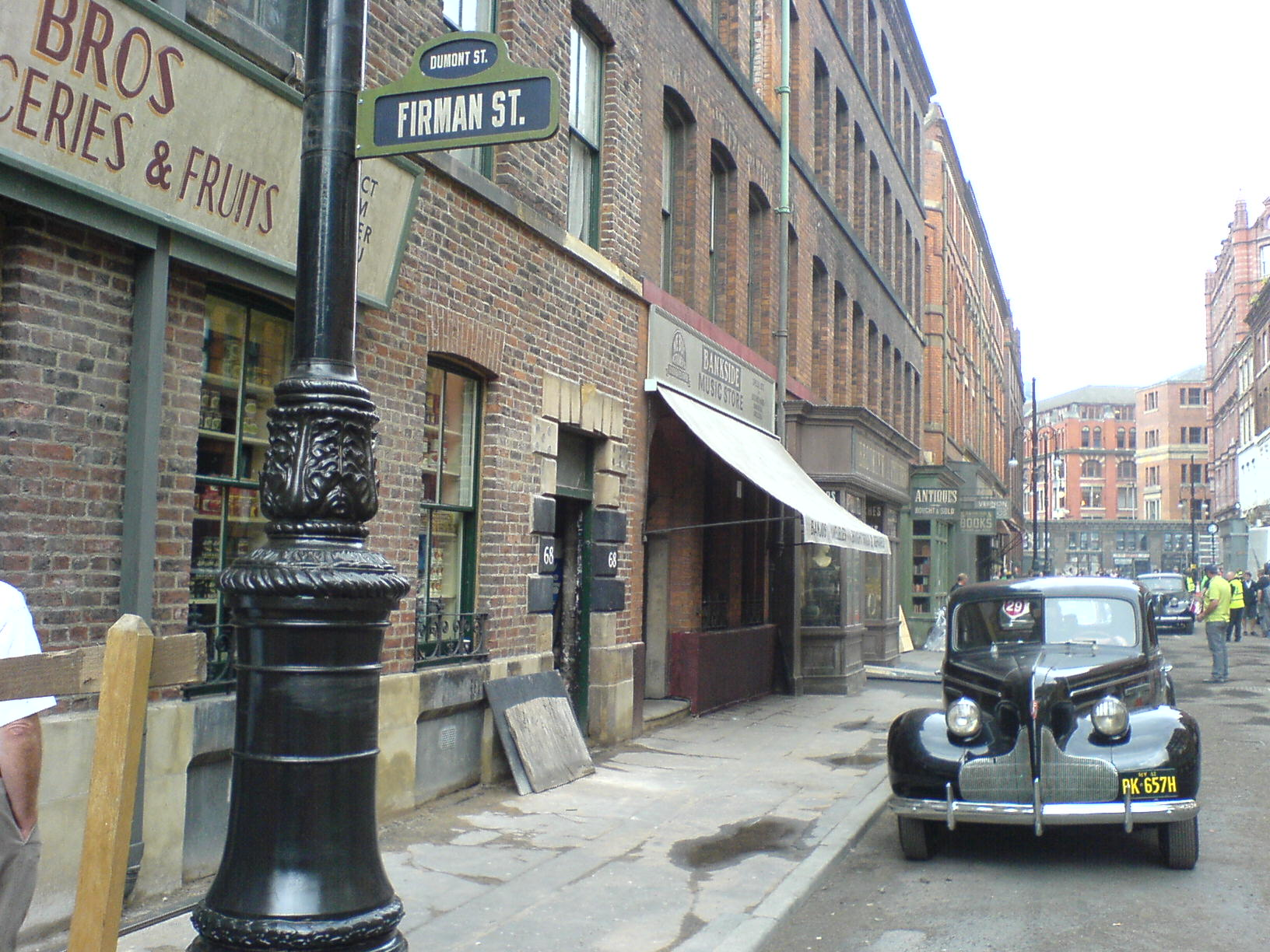
Una foto dal set del film, a Manchester

Gli uffici di produzione furono aperti nell'ottobre 2009. Con la premessa che la lavorazione di Captain America sarebbe partita al termine delle riprese di Thor, la data d'inizio riprese fu stabilita al 28 giugno 2010, con set a Londra e altre location internazionali appositamente selezionate per differenziarlo dagli altri titoli Marvel; per una spesa totale di lavorazione stimata a circa 140 milioni di dollari. Le riprese sono terminate il 15 ottobre 2010.
In un primo tempo le riprese si sarebbero dovute tenere agli studi Raleigh di Manhattan Beach (California), in base a un accordo risalente al 2008 firmato da Louis D'Esposito della Marvel e gli studi Raleigh e valevole anche per Iron Man 2, Thor e I Vendicatori. Complice la crisi economica e i costi da sostenere, nel maggio 2010 la Marvel comunicò il cambio di rotta verso la Gran Bretagna. Il governo britannico aveva infatti emanato forti incentivi fiscali alle produzioni cinematografiche ad alto costo straniere, ragione per cui la Marvel si era messa in contatto con diversi studi cinematografici londinesi. Comunque, già in precedenza si era parlato degli studi Shepperton di Londra come potenziale base per le riprese in interni. Piccadilly Circus venne trasformato in un set per diverse riprese. Come rivelò Louis D'Esposito:
A fine settembre, dopo location scouting da inizio estate, le riprese si spostarono a Manchester, nei centri abitati più idonei ad essere allestiti come set per la New York anni quaranta. In novembre l'attore Stanley Tucci dichiarò d'aver completato le scene che lo riguardavano e che la lavorazione sarebbe molto probabilmente terminata entro tre settimane. Nel marzo 2011 il cast tornò nuovamente nel Regno Unito per delle riprese aggiuntive.

## Colonna sonora
I diritti musicali di Captain America e di qualsiasi altra produzione futura Marvel saranno detenuti e gestiti dalla Cherry Lane Music Publishing Co., in base a un contratto formulato a New York il 25 novembre 2008 con la Marvel Entertainment.
Nel febbraio 2011 fu incaricato Alan Silvestri della composizione della colonna sonora.
1. Captain America Main Titles
2. Frozen Wasteland
3. Schmidt's Treasure
4. Farewell to Bucky
5. Hydra Lab
6. Training the Supersoldier
7. Schmidt's Story
8. VitaRays
9. Captain America "We Did It
10. Kruger Chase
11. Hostage On the Pier
12. General's Resign
13. Unauthorized Night Flight
14. Troop Liberation
15. Factory Inferno
16. Triumphant Return
17. Invader's Montage
18. Hydra Train
19. Rain Fire Upon Them
20. Motorcycle Mayhem
21. Invasion
22. Fight On the Flight Deck
23. This Is My Choice
24. Passage of Time
25. Captain America

Nella colonna sonora è compresa anche la canzone Star Spangled Man composta da Alan Menken e David Zippel.

## Promozione
All'edizione 2010 del Comic-Con di San Diego furono mostrate in anteprima mondiale alcune scene ricavate dal primissimo materiale girato. Il primo spot è stato mandato in onda durante il Super Bowl il 7 febbraio 2011. Il trailer ufficiale è stato pubblicato in rete il 24 marzo seguente mentre il secondo full trailer a giugno.

## Distribuzione

### Data di uscita
Il film è uscito nei cinema il 22 luglio 2011 in contemporanea mondiale, mentre in Italia è uscito cinque giorni dopo, anche in 3D.

### Edizione italiana
La direzione del doppiaggio e i dialoghi italiani sono stati curati da Marco Guadagno.

#### Titolo
Inizialmente noto come Captain America fu in seguito adottato il titolo di lavorazione The First Avenger: Captain America, poi cambiato in maniera trasversale nell'aprile 2010 in Captain America: The First Avenger. In lingua italiana il nome del supereroe è rimasto Captain America, nel titolo come nei dialoghi del film.

## Accoglienza

### Incassi
Captain America - Il primo Vendicatore ha ottenuto un incasso pari a 176654505 $ in Nord America e 193915269 $ nel resto del mondo, per un incasso mondiale di 370569774 $, a fronte di un budget di produzione di 140 milioni di dollari.
Il film è il diciottesimo maggior incasso mondiale del 2011 e il dodicesimo maggiore incasso nel Nord America del 2011.

### Critica
Il film ha generalmente ricevuto recensioni positive dalla critica cinematografica. L'aggregatore di recensioni Rotten Tomatoes riporta una percentuale di gradimento dell'80% con un voto medio di 7 su 10, basandosi su 275 recensioni; il consenso critico del sito recita: «Con un sacco di azione polposa, un'atmosfera piacevolmente retrò e una manciata di belle interpretazioni, Captain America - Il primo Vendicatore è un intrattenimento di successo all'antica». Su Metacritic ha un punteggio di 66 su 100 basato su 43 recensioni.

## Riconoscimenti
- 2011 – Art Directors Guild Award
  - Candidatura alla migliore scenografia per un film fantasy a Rick Heinrichs
- 2011 – British Society of Cinematographers (GBCT Operators Award)
  - Candidatura al miglior operatore di ripresa a Des Whelan
- 2011 – Golden Schmoes Awards
  - Candidatura ai migliori effetti speciali dell'anno
  - Candidatura al poster preferito di un film dell'anno
- 2011 – IGN Summer Movie Awards
  - Candidatura al miglior film d'azione
  - Candidatura al miglior film tratto da un fumetto
  - Candidatura al miglior poster di un film
- 2011 – Scream Award
  - Miglior supereroe a Chris Evans
  - Candidatura all'urlo finale
  - Candidatura al miglior film di fantascienza
  - Candidatura alla miglior attrice in un film di fantascienza a Hayley Atwell
  - Candidatura al miglior attore in un film di fantascienza a Chris Evans
  - Candidatura al miglior attore non protagonista a Tommy Lee Jones
  - Candidatura alla performance femminile scoppiettante a Hayley Atwell
  - Candidatura al miglior cattivo a Hugo Weaving
  - Candidatura al miglior scontro mortale dell'anno (Battaglia finale: Captain America contro Teschio Rosso)
  - Candidatura alla miglior scena d'inseguimento (Inseguimento tra le strade di Brooklyn)
  - Candidatura al miglior film in 3D
  - Candidatura al miglior film tratto da un fumetto
- 2011 – Teen Choice Awards
  - Candidatura alla miglior star cinematografica maschile dell'estate a Chris Evans
  - Candidatura al miglior film estivo
  - Candidatura al miglior combattimento fra Chris Evans e Hugo Weaving
- 2012 – BMI Film & TV Award
  - Miglior musiche ad Alan Silvestri
- 2012 – Empire Awards[54]
  - Candidatura al miglior sci-fi/fantasy
- 2012 – GAFCA Award
  - Candidatura alla miglior traccia originale ("Star Spangled Man") ad Alan Menken e David Zippel
- 2012 – Guild of Music Supervisors Awards
  - Candidatura alla miglior supervisione musicale di un film con oltre 20 milioni di dollari
  - Candidatura alla miglior supervisione musicale per i trailer ad Angel Mendoza
- 2012 – International Film Music Critics Award
  - Candidatura alla miglior traccia musicale ("Star-Spangled Man") ad Alan Menken e David Zippel
- 2012 – MTV Movie & TV Awards[55]
  - Candidatura al miglior eroe a Chris Evans
- 2012 – E! People's Choice Awards
  - Candidatura al supereroe preferito a Chris Evans
- 2012 – Premio Hugo
  - Candidatura alla miglior rappresentazione drammatica, forma lunga
- 2012 – Saturn Award[56][57]
  - Candidatura al miglior film di fantascienza
  - Candidatura al miglior attore a Chris Evans
  - Candidatura al miglior attore non protagonista a Stanley Tucci
  - Candidatura alla miglior scenografia a Rick Heinrichs
  - Candidatura alla miglior colonna sonora ad Alan Silvestri
  - Candidatura ai migliori costumi ad Anna B. Sheppard
  - Candidatura ai migliori effetti speciali a Mark Soper, Christopher Townsend e Paul Corbould
- 2011 – Visual Effects Society Awars
  - Miglior composizione in un film d'azione a Casey Allen, Trent Claus, Brian Hajek e Cliff Welsh
  - Candidatura ai migliori effetti visivi in un film d'azione a Charlie Noble, Mark Soper, Christopher Townsend e Edson Williams

## Altri media
Dal film è tratto un videogioco della SEGA, Captain America: Il super soldato.

## Sequel
Un seguito del film, Captain America: The Winter Soldier, è uscito nel 2014; nel film tornano Chris Evans nella parte di Captain America e Sebastian Stan come interprete del Soldato d'Inverno, principale antagonista del film. Robert Redford interpreta il ruolo di Alexander Pierce, ai vertici dello S.H.I.E.L.D., al fianco di Nick Fury interpretato da Samuel L. Jackson. Al cast si aggiungono inoltre Scarlett Johansson (Vedova Nera), Anthony Mackie (Falcon), Cobie Smulders (Maria Hill), Emily VanCamp (Sharon Carter), Frank Grillo (Brock Rumlow) e Toby Jones (Arnim Zola).
Nel 2016 è uscito il sequel di The Winter Soldier, intitolato Captain America: Civil War. Il film è un libero adattamento del crossover a fumetti Civil War. Evans, Johansson, Mackie, Grillo, VanCamp e Stan riprendono i loro ruoli, e si aggiungono al cast Robert Downey Jr. (Tony Stark / Iron Man), Don Cheadle (James Rhodes / War Machine), Jeremy Renner (Clint Burton / Occhio di Falco), Chadwick Boseman (T'Challa / Black Panther), Paul Bettany (Visione), Elizabeth Olsen (Wanda Maximoff / Scarlet Witch), Paul Rudd (Scott Lang / Ant-Man), Tom Holland (Peter Parker / Spider-Man) e Daniel Brühl (Helmut Zemo).
Nell'aprile 2021 è stato annunciato un quarto film, intitolato Captain America: Brave New World, uscito il 14 febbraio 2025 negli Stati Uniti.